# Expendables 3
Pour les articles homonymes, voir The Expendables.
Série Expendables
Expendables 2 : Unité spéciale
(2012) Expendables 4
(2023)
Pour plus de détails, voir Fiche technique et Distribution.
Expendables 3 ou Les Sacrifiés 3 au Québec (The Expendables 3) est un film d'action américano-franco-bulgare réalisé par Patrick Hughes et sorti en 2014. Il s'agit du troisième opus de la série Expendables.
Le film débute alors que les Expendables Lee Christmas, Gunnar Jensen et Toll Road, dirigés par Barney Ross, attaquent un train blindé pour libérer l'expert en armes blanches Doc, un membre originel de l'unité spéciale, dont ils ont besoin afin d'accomplir une mission confiée par la CIA. En Somalie, les Expendables doivent arrêter le dangereux trafiquant d'armes Victor Minns. Il s'avère que la cible est Conrad Stonebanks, le cofondateur des Expendables, que Ross croyait avoir tué des années auparavant. Hale Caesar ayant été grièvement blessé, Ross décide d'éviter le même sort à ses frères d'armes en se passant d'eux et en recrutant de nouveaux jeunes membres pour achever la mission. Max Drummer, l'agent de la CIA remplaçant Monsieur Chapelle, localise Stonebanks en Roumanie, où se rend Ross avec l'ancien Marine John Smilee, la videuse de boîte de nuit Luna, l'expert en armes à feu Mars et l'expert en nouvelles technologies Thorn pour capturer le trafiquant. Hélas, les rôles s'inversent. Ross étant le seul à s'échapper, il part en Asmanistan pour sauver ses jeunes membres avec les anciens.
Le film est présenté hors compétition au 67e Festival de Cannes. La plupart des acteurs étaient présents pour l'occasion. Expendables 3 sort en salles le 15 août 2014 aux États-Unis et le 20 août 2014 en France. Il s'agit du premier épisode de la série à ne pas être classé R par la Motion Picture Association of America, mais classé PG-13.
Lors de sa sortie en salles, le long-métrage rencontre un accueil défavorable des critiques et a obtenu un succès commercial inférieur aux précédents opus, avec 206,2 millions de dollars de recettes mondiales, pour un budget estimé entre 90 et 100 millions de dollars,.

## Synopsis
Alors qu'ils sont en mission pour la CIA, les Expendables, composés de Barney Ross (Sylvester Stallone), Lee Christmas (Jason Statham), Gunnar Jensen (Dolph Lundgren) et Toll Road (Randy Couture) attaquent un train blindé et libèrent un prisonnier, Doctor « Doc » Death (Wesley Snipes), ancien médecin devenu mercenaire, membre originel des Expendables et expert en armes blanches. Immédiatement, ils partent en Somalie pour une nouvelle mission : arrêter un dangereux trafiquant d'armes du nom de Victor Menz avant qu'il ne vende des bombes à un seigneur de guerre en Somalie. Une fois sur place, l'équipe est rejointe par Hale Caesar (Terry Crews). La mission prend une tournure inattendue : Victor Menz se révèle être Conrad Stonebanks (Mel Gibson), cofondateur des Expendables, que Barney Ross croyait avoir tué plusieurs années auparavant. Ce dernier fait rater la mission en attaquant frontalement Stonebanks et ses mercenaires. Caesar est grièvement blessé par Stonebanks lors de la fusillade.
Par la suite, les Expendables s'enfuient et retournent en Amérique pour que Caesar, entre la vie et la mort, reçoive des soins le plus vite possible. Se sentant responsable du sort de Caesar, Barney décide de dissoudre les Expendables pour éviter que ses frères d'armes ne subissent le même sort. Mais Max Drummer (Harrison Ford), un agent de la CIA et remplaçant de l'agent Chapelle, le pousse tout de même à retrouver Stonebanks et à le ramener à la Cour pénale internationale de La Haye pour qu'il y soit jugé. Il décide donc de recruter de jeunes combattants, plus aptes à lutter contre Stonebanks et son armée de mercenaires. Pour cela, il se rend à Las Vegas à la rencontre de Bonaparte (Kelsey Grammer), mercenaire à la retraite et ami de Barney, qui lui présente des jeunes talents des quatre coins de l'Amérique correspondant à ses critères : John Smilee (Kellan Lutz), un ancien Marine pilote de moto, réfractaire à l'autorité, Luna (Ronda Rousey), une videuse musclée de boîte de nuit, Mars (Victor Ortiz), un expert en armes à feu et Thorn (Glen Powell), un expert en nouvelles technologies.
Une fois réunis, Barney et sa nouvelle équipe partent pour la Roumanie en compagnie de Trench Mauser (Arnold Schwarzenegger) sous les yeux de Christmas, Doc, Gunnar et Toll. Une fois arrivés à destination, ils réussissent à capturer Stonebanks, mais celui-ci, porteur d'un GPS, est localisé par ses hommes. Smilee, Luna, Mars et Thorn sont capturés lors de l'attaque, Barney est précipité du haut d'un pont.
Ayant survécu à sa chute et à ses blessures, Barney repart en Amérique avec Mauser pour préparer la riposte. À sa base, il est attendu par Galgo (Antonio Banderas), un ancien membre de l'armée espagnole bavard, qui ne supporte pas la vie civile. Celui-ci supplie Barney de l'engager. Après bien des réticences, Barney accepte. Mais son ancienne équipe, n'ayant pas dit son dernier mot, réussit à le convaincre de les reprendre et ils partent tous en Asmanistan pour libérer les nouvelles recrues. Après avoir réussi à les localiser, ils se rendent compte que Stonebanks les a piégés et qu'ils sont prisonniers d'un bâtiment bourré d'explosif. Thorn réussit à bloquer temporairement le signal du détonateur. Stonebanks décide d'envoyer son armée pour les exterminer. Une bataille épique s'engage alors, où l'ancienne et la nouvelle équipe se battent côte à côte, et où le nombre de leurs adversaires ne cesse d'augmenter.
C'est alors que Max Drummer, accompagné de Mauser et Yin Yang (Jet Li), arrive en renfort par hélicoptère, et sauve de justesse Barney. Stonebanks, furieux que son équipe n'ait pas réussi à se débarrasser des Expendables, se lance personnellement dans la bataille. Il intercepte Barney, au moment où les bombes vont exploser, et l'empêche d'être évacué comme le reste de l'équipe. Un combat s'engage alors, où Barney réussit à tuer Stonebanks. Mais c'est trop tard : le bâtiment explose. Il réussit malgré tout à évacuer, en s'accrochant à l'hélicoptère.
De retour en Amérique, toute l'équipe fête sa victoire dans un bar. Barney remercie Drummer pour son aide, Caesar s'est remis de ses blessures. Christmas, Doc, Gunnar et Toll ont réintégré l'équipe, tandis que Smilee, Luna, Mars, Thorn et Galgo sont définitivement engagés.

## Fiche technique
Sauf indication contraire, les informations mentionnées dans cette section peuvent être confirmées par la base de données cinématographiques IMDb,  présente dans la section « Liens externes ».
- Titre original : The Expendables 3
- Titre français : Expendables 3
- Titre québécois : Les Sacrifiés 3
- Réalisation : Patrick Hughes
- Scénario : Sylvester Stallone, Creighton Rothenberger et Katrin Benedikt, d'après les personnages créés par Dave Callaham et une histoire de Sylvester Stallone
- Musique : Brian Tyler
- Montage : Sean Albertson et Paul Harb
- Photographie : Peter Menzies Jr.
- Direction artistique : Daniel T. Dorrance
- Costumes : Lizz Wolf
- Production : Avi Lerner, Danny Lerner, Kevin King Templeton, John Thompson, Les Weldon
- Sociétés de production : Millennium Films, Nu Image, Davis Films et Ex3 Productions
- Sociétés de distribution : Lionsgate (États-Unis), Metropolitan Filmexport (France)
- Budget : environ 90 millions de dollars[4]
- Pays de production :  États-Unis,  Bulgarie,  France
- Langues originales : anglais, espagnol
- Format : couleur - 2,35:1
- Genre : action
- Durée : 126 minutes - 132 minutes (A Man's Job - director's cut)
- Dates de sortie[6] : 
  - États-Unis : 15 août 2014
  - France, Belgique : 20 août 2014[6]
- Classification : 
  -  Classification CNC : tous publics avec avertissement lors de sa sortie en salles[7], déconseillé aux moins de 10 ans lors de sa diffusion à la télévision[réf. nécessaire].

## Distribution
- Sylvester Stallone (VF : Alain Dorval ; VQ : Pierre Chagnon) : Barney Ross

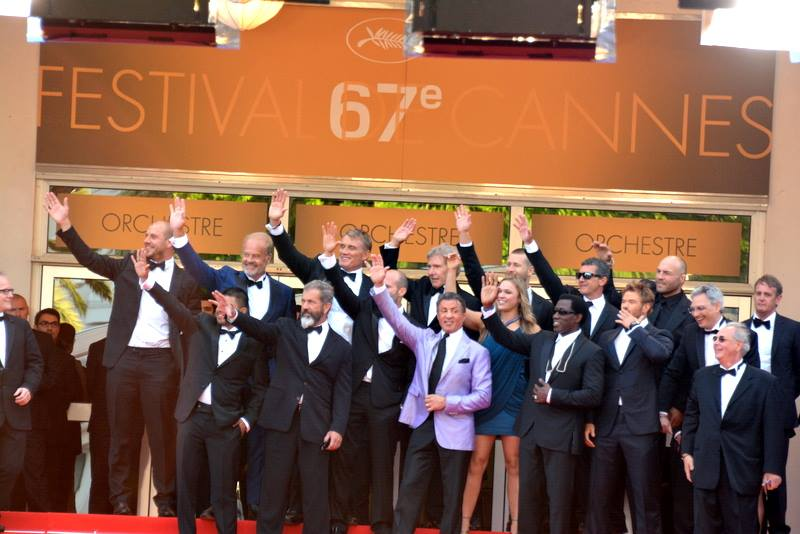
L'équipe du film au festival de Cannes 2014.

- Jason Statham (VF : Boris Rehlinger ; VQ : Louis-Philippe Dandenault) : Lee Christmas
- Antonio Banderas (VF : Bernard Gabay ; VQ : Manuel Tadros) : Galgo
- Jet Li (VF : Pierre-François Pistorio ; VQ : Jacques Lussier) : Yin Yang
- Wesley Snipes (VF : Thierry Desroses ; VQ : Bruno Marcil) : Doc
- Dolph Lundgren (VF : Luc Bernard ; VQ : Pierre Auger) : Gunnar Jensen
- Kelsey Grammer (VF : Patrick Béthune ; VQ : Guy Nadon) : Bonaparte
- Randy Couture (VF : Serge Biavan ; VQ : Thiéry Dubé) : Toll Road
- Terry Crews (VF : Frantz Confiac ; VQ : Widemir Normil) : Hale Caesar
- Mel Gibson (VF : Jacques Frantz ; VQ : Hubert Gagnon) : Conrad Stonebanks
- Harrison Ford (VF : Richard Darbois ; VQ : Mario Desmarais) : Max Drummer
- Arnold Schwarzenegger (VF : Daniel Beretta ; VQ : Éric Gaudry) : Trench Mauser
- Kellan Lutz (VF : Stéphane Pouplard ; VQ : Sébastien Rajotte) : John Smilee
- Ronda Rousey (VF : Manon Azem ; VQ : Camille Cyr-Desmarais) : Luna
- Glen Powell (VF : Julien Allouf ; VQ : Alexis Lefebvre) : Thorn
- Victor Ortiz (VF : Benjamin Penamaria ; VQ : Alexandre Fortin) : Mars
- Robert Davi (VF : Jean-Jacques Moreau) : Goran Vata
- Sarai Givaty : Camilla
- Natalie Burn : l'épouse de Conrad

 Sources et légende  : Version Française (V.F.) sur RS Doublage et AlloDoublage; Version Québécoise (V.Q.) sur Doublage Québec

## Production

### Développement
En mars 2012, avant même la sortie de Expendables 2 : Unité spéciale en août 2012, Randy Couture annonce que le tournage du 3e volet est prévu pour l'automne de la même année. Finalement, le projet est repoussé et le tournage ne débute pas avant août 2013.

### Attribution des rôles

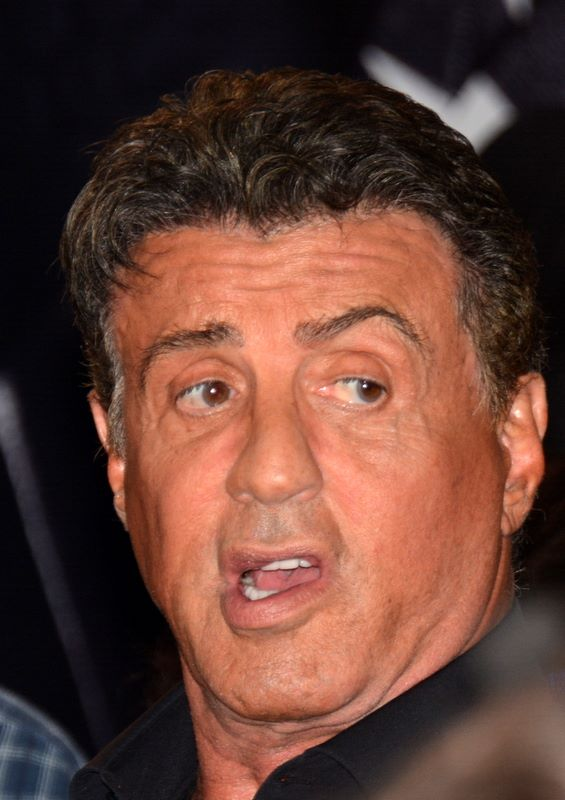
Stallone à l'avant-première parisienne du film, en août 2014.

Dès avril 2012 et les rumeurs d'un 3e volet, le nom de Steven Seagal est évoqué. En août 2012, il est révélé que le producteur Avi Lerner a notamment contacté Clint Eastwood, Wesley Snipes et Harrison Ford, ainsi que Mickey Rourke, absent du 2e film. La présence de Nicolas Cage est confirmée par Sylvester Stallone en novembre 2012, mais en juillet 2013 cela semble pourtant compromis. Le 6 aout 2013, Sylvester Stallone confirme via son compte twitter l'absence de Bruce Willis, qui aurait quitté le projet à la suite d'un différend financier, mais aussi la présence d'Harrison Ford. Quelques jours plus tard, Antonio Banderas annonce qu'il rejoint l'équipe du film, après avoir joué avec Stallone dans Assassins en 1995 & Spy Kids 3 : Mission 3D.
Lors de la Buffy Reunion au Comic Con' de Paris, le 6 juillet 2013, Charisma Carpenter annonce pendant le questions-réponses qu'elle participera bien au troisième volet de la série. Finalement, l'actrice n'est pas présente dans le film.
Lors du début du tournage, alors qu'ils avaient été évoqués, Mickey Rourke, Nicolas Cage, Jackie Chan et Milla Jovovich, sont finalement absents de la distribution.

### Tournage
Le tournage s'est déroulé du 19 août 2013 au 22 octobre 2013 dans les NU Boyana Film Studios dans la banlieue de Sofia en Bulgarie.
Les tanks utilisés pour la bataille finale sont des T-72 russe.

### Musique
Bandes originales de Expendables
Expendables 2 : Unité spéciale
(2014)
La musique du film est composée par Brian Tyler, déjà à l’œuvre sur les deux premiers films.
| 1.  | The Drop                   | 2:28 |
| 2.  | Lament                     | 2:00 |
| 3.  | Right on Time              | 3:14 |
| 4.  | The Art of War             | 0:57 |
| 5.  | Stonebanks Lives           | 5:27 |
| 6.  | Too Much Faith             | 2:36 |
| 7.  | Late for War               | 3:17 |
| 8.  | Descent Into War           | 3:57 |
| 9.  | Bring You Luck             | 1:54 |
| 10. | Infiltrating the Block     | 5:25 |
| 11. | Threat Doubled             | 2:28 |
| 12. | Galgo's Grand Entrance     | 0:29 |
| 13. | Look Alive                 | 5:33 |
| 14. | Package Secured            | 2:55 |
| 15. | We Were Brothers           | 3:56 |
| 16. | The Last Window            | 2:03 |
| 17. | Valet Parking Done Right   | 3:26 |
| 18. | Moral Chess Game           | 2:02 |
| 19. | Armored Freaking Transport | 6:02 |

## Accueil

### Sortie
Alors que le film doit sortir au cinéma le 15 août aux États-Unis et le 20 août en France, Expendables 3 est mis en ligne dès le 23 juillet 2014 sur les réseaux peer to peer. La version pirate, obtenue à partir d'un screener DVD, a été téléchargée près de 190 000 fois en moins de 24h.
L'avant-première française a lieu à Paris, avenue des Champs-Élysées, à l'UGC Normandie, le 7 août 2014. Les producteurs, ainsi que Sylvester Stallone, Jason Statham, Wesley Snipes, Antonio Banderas et Kellan Lutz sont présents pour l'occasion.

### Accueil critique
Expendables 3 rencontre un accueil négatif des critiques professionnels : 32 % des 174 commentaires recensés du site Rotten Tomatoes sont favorables, pour une moyenne de 4,3⁄10, tandis qu'il obtient un score de 35⁄100 sur le site Metacritic, pour 36 commentaires collectés.
Lors des Razzie Awards 2015 : Arnold Schwarzenegger, Mel Gibson et Kelsey Grammer sont désignés pires seconds rôles masculins de l'année.

### Box-office

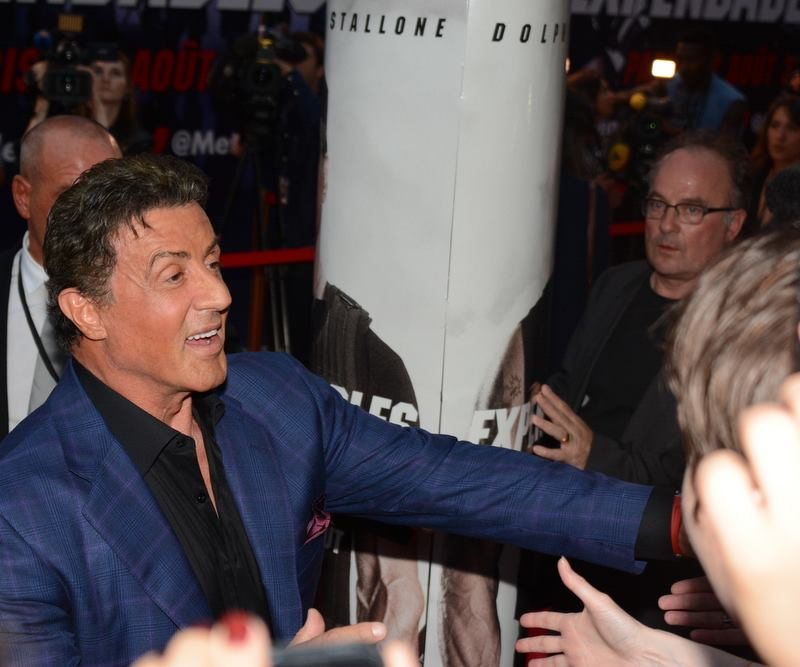
Sylvester Stallone à l'avant-première parisienne du film, en août 2014.

Expendables 3 sort le 15 août 2014 aux États-Unis, rapportant 875 000 $ au cours de ses séances de fin de nuit le jeudi à partir de 2 200 emplacements, faisant mieux que ses prédécesseurs, Expendables : Unité spéciale et ses 870 000 $ et Expendables 2 : Unité spéciale et ses 865 000 $. Cependant, sa première projection a lieu à 19 heures, alors que les précédents opus étaient projetés à minuit. Pour son premier jour d'exploitation, il démarre à la troisième position avec 5 950 169 $, largement inférieur aux deux premiers épisodes à la même période (13 330 881 $ pour le premier et 10 494 145 $ pour le second), alors que pour son premier week-end à l'affiche, il prend la quatrième place du box-office avec 15 879 645 $ de recettes dans 3 221 salles, pour une moyenne de 4 930 $ par salles. À titre de comparaison, le premier volet avait rapporté 34 825 135 $ de recettes et le second volet, lui, avait totalisé 28 591 370 $. Une des principales raisons à ce mauvais résultat est que le film a fuité sur Internet trois semaines avant sa sortie. Finalement, Expendables 3 est resté huit semaines à l'affiche a enregistré 39 322 544 $ de recettes.
Sorti le 20 août 2014 en France dans 585 salles, Expendables 3 prend la tête du box-office pour son premier jour avec 121 143 entrées, dont 22 457 entrées sur Paris et sa périphérie. Ce résultat est en baisse par rapport aux précédents volets à la même période (168 327 entrées pour le premier en 2010 et 213 099 entrées pour le second deux ans plus tard), tout comme lors de son premier week-end à l'affiche avec 463 162 entrées (612 944 entrées pour le premier et 764 924 entrées pour le second à la même période),. En première semaine, le troisième opus enregistre 590 362 entrées, soit le résultat le plus faible de la série durant cette période, ce qui lui permet toutefois de se positionner en seconde place. En seconde semaine, il enregistre 260 112 spectateurs supplémentaires, perdant ainsi près de 56 % de ses entrées par rapport à la semaine précédente, le faisant descendre à la sixième place du box-office, totalisant ainsi 850 474 entrées. Le long-métrage finit son exploitation en salles au bout de la huitième semaine et enregistre un résultat de 1 063 124 entrées.
| Pays ou région    | Box-office        | Date d'arrêt du box-office | Nombre de semaines |
| ----------------- | ----------------- | -------------------------- | ------------------ |
| États-Unis Canada | 39 197 040 $      | 8 octobre 2014             | 8                  |
| France            | 1 063 124 entrées | 15 octobre 2014            | 8                  |
| Total mondial     | 206 172 544 $     | 2 novembre 2014            | -                  |

## Analyse
- Quand il est demandé au personnage de Doc (Wesley Snipes) pourquoi il a été emprisonné, il répond « fraude fiscale ». L'acteur Wesley Snipes a vraiment été condamné pour fraude fiscale et a été emprisonné entre 2010 et 2013.